# Episodi di FBI: International (seconda stagione)
La seconda stagione della serie televisiva FBI: International, composta da 22 episodi, è stata trasmessa in prima visione negli Stati Uniti d'America da CBS dal 20 settembre 2022 al 23 maggio 2023.
In Italia, la prima parte della stagione (episodi n° 1-12) è stata trasmessa in prima visione assoluta su Rai 2 dal 25 febbraio al 3 giugno 2023. La seconda parte di essa (episodi n° 13-22) è stata trasmessa dal 16 dicembre 2023 al 6 aprile 2024.
| nº | Titolo originale         | Titolo italiano                 | Prima TV USA      | Prima TV Italia  |
| -- | ------------------------ | ------------------------------- | ----------------- | ---------------- |
| 1  | Unburdened               | Bomba sporca                    | 20 settembre 2022 | 25 febbraio 2023 |
| 2  | Don't Say Her Name Again | Ricatti informatici             | 27 settembre 2022 | 4 marzo 2023     |
| 3  | Money Is Meaningless     | Il denaro non ha valore         | 4 ottobre 2022    | 11 marzo 2023    |
| 4  | Copper Pots and Daggers  | Pentole e pugnali               | 11 ottobre 2022   | 18 marzo 2023    |
| 5  | Yesterday's Miracle      | Un miracolo scaduto             | 18 ottobre 2022   | 25 marzo 2023    |
| 6  | Call It Anarchy          | Chiamala anarchia               | 15 novembre 2022  | 1º aprile 2023   |
| 7  | A Proven Liar            | Un bugiardo patentato           | 22 novembre 2022  | 8 aprile 2023    |
| 8  | Hail Mary                | Stellina                        | 13 dicembre 2022  | 15 aprile 2023   |
| 9  | Wheelman                 | Talpe                           | 4 gennaio 2023    | 22 aprile 2023   |
| 10 | BHITW                    | Il cuore più grande del mondo   | 10 gennaio 2023   | 29 aprile 2023   |
| 11 | Someone She Knew         | Qualcuno che lei conosceva      | 24 gennaio 2023   | 27 maggio 2023   |
| 12 | Glimmers and Ghosts      | Indigo                          | 15 febbraio 2023  | 3 giugno 2023    |
| 13 | Indefensible             | Indifendibile                   | 22 febbraio 2023  | 16 dicembre 2023 |
| 14 | He Who Speaks Dies       | Chi parla muore                 | 28 febbraio 2023  | 23 dicembre 2023 |
| 15 | Trust                    | Fiducia                         | 14 marzo 2023     | 30 dicembre 2023 |
| 16 | Imminent Threat: Part 1  | Attacco imminente (prima parte) | 4 aprile 2023     | 6 gennaio 2024   |
| 17 | Jealous Mistress         | L'amante gelosa                 | 11 aprile 2023    | 13 gennaio 2024  |
| 18 | Blood Feud               | Debito di sangue                | 18 aprile 2023    | 20 gennaio 2024  |
| 19 | Dead Sprint              | La fratellanza                  | 25 aprile 2023    | 3 febbraio 2024  |
| 20 | A Tradition of Secrets   | Una tradizione di segreti       | 9 maggio 2023     | 17 febbraio 2024 |
| 21 | Fed to the Sharks        | In pasto agli squali            | 16 maggio 2023    | 24 febbraio 2024 |
| 22 | Fencing the Mona Lisa    | Un carico ingombrante           | 23 maggio 2023    | 6 aprile 2024    |

## Bomba sporca
- Titolo originale: Unburdened
- Diretto da: Jonathan Brown
- Scritto da: Derek Haas

### Trama
Il Fly Team e il nuovo agente di collegamento dell'Europol Megan "Smitty" Garretson indagano sull'omicidio di un detective della polizia americana che si trovava a Parigi per indagare su una azienda statunitense sospettata di vendere armi illegali in Francia e Medio Oriente. Quando scoprono che i traffici riguardano anche barre di plutonio esauste che potrebbero essere usate nella costruzione di una bomba sporca, inizia una corsa contro il tempo per impedire un attentato devastante. Forrester propone a Raines un corso di leadership nei prossimi mesi di ottobre e novembre, ma lui rifiuta gentilmente spiegando che preferisce stare attivamente sul campo piuttosto che in un ruolo amministrativo.
- Guest star: Jarreth J Merz (comandante Beaumont), Matthew Bellows (Keith Panzarasa), Aude Le Pape (Corine), Rober McKewley (ambasciatore Akin Dogo), Adam Fidusiewicz (Vladislav), Alex Skarbek (Sartovski), Andre Squire (Omar Fane), Julie Zeno (donna rom), Matt Baunsgard (turista), Michael Shelford (Brandon Davis), Severin Vasselin (passante), Akin Zahi (agente), Rebecca Bianca Emekandoko (assistente dell'ambasciata), Chidiebube Williams (personale dell'ambasciata), David Komoroczki (bambino francese).
- Ascolti Italia: telespettatori 822 000 – share 4,9%[1]

## Ricatti informatici
- Titolo originale: Don't Say Her Name Again
- Diretto da: Avi Youabian
- Scritto da: Matt Olmstead

### Trama
Dal Quartier Generale di Budapest, il Fly Team indaga su un giro molto esteso di ricatti online di cui sono vittime ragazze minorenni in tutti gli Stati Uniti: un predatore che si nasconde dietro una ventina di identità false le costringe, dopo aver instaurato un rapporto, a mandargli foto e video hard sotto la minaccia di diffondere il materiale di cui è già in possesso a familiari e amici; in seguito, vende e scambia i file ricevuti con altri uomini su chat room del dark web altamente criptate. Una delle vittime più recenti, la diciassettenne Charlotte Weston, offre il proprio aiuto poiché determinata a vederlo in prigione. Il primo tentativo di localizzare il predatore fallisce anche perché è così scaltro da aver predisposto l'autodistruzione dei server in caso di intrusioni esterne; il secondo invece ha successo e riescono finalmente ad arrestarlo. Alla Centrale di Polizia, Molnar propone agli agenti di dar loro i nomi di tutti gli altri uomini delle chat in cambio di una condanna più leggera e di poterla scontare in Ungheria; Charlotte decide che ne vale la pena per poter chiudere definitivamente il giro. Anche gli altri criminali vengono quindi arrestati, e Charlotte vuole guardare in faccia il suo stalker: gli esprime tutto il proprio odio e gli fa capire che lui non potrà più rubarle il futuro, è ancora in piedi ed è forte. La squadra va a bere un drink nel bar dove avevano fatto irruzione quella mattina sperando di trovarvi Molnar, e dove Raines ha conosciuto la barista Maya; Charlotte, ripartita per la Florida, videochiama Kellett per ringraziarla, e Jamie le riconosce il grande coraggio avuto.
- Guest star: Ruby Jay (Charlotte Weston), Marguerite Stimpson (Mimi Weston), Stephanie Hoston (Maya), Gyuri Sarossi (tenente Laszlo Lakatos), Veronika Vas (detective Beatrix Toth), Miklós Berés (Andor Molnar), Bastian Tyrko (Horvath), Larissa Kouznetsova (Elke), Anita Major (adolescente #1), Emma Papp (adolescente #2), Zora Fejes (adolescente #3), Veronika Varga (adolescente #4).
- Ascolti Italia: telespettatori 726 000 – share 4%[2]

## Il denaro non ha valore
- Titolo originale: Money Is Meaningless
- Diretto da: Jonathan Brown
- Scritto da: Wade McIntyre

### Trama
Il Fly Team vola a Maiorca quando Emelia Sofer, la giovane nuora americana di un miliardario arricchitosi contrabbandando diamanti insanguinati, e per questo espulso dall'isola, viene trovata brutalmente assassinata nella tenuta del suo potente suocero, unica proprietà rimasta alla famiglia dopo la confisca di tutti i loro beni che lei voleva vendere. Inizialmente vengono interrogati i membri del gruppo che hanno rinvenuto il cadavere, manifestanti che protestano pacificamente contro la corruzione causata secondo loro dalla ricchezza, ma successivamente l'indagine si concentra sugli affari sporchi del suocero, scoprendo che ad ucciderla è stato il contabile a cui lei si era rivolta per la vendita, che l'aveva raggirata per ottenere i soldi. Vo non lavora al caso perché impegnata in un corso di addestramento di una settimana. Alla fine dell'episodio, andando a riprendere Tank dal vicino Zsòlt, Forrester scorge un movimento dietro la tenda della finestra, nota un uomo e inizia a pensare che in casa del ragazzino ci siano problemi di qualche tipo.
- Guest star: Krizia Bajos (capo ispettore Gutiérrez), Michael Benjamin Hernandez (Brian Clarke), Ido Samuel (Levy Sofer), Eyas Younis (Ronen Sofer), Matt Whitchurch (Quinns), Federico Tujillo (Arturo), Chiara Lari (Lizzy), Asher Miles Fallica (Zsólt Tàmasi, vicino di casa di Scott), Dóra Kakasy (Dóra), Miranda Wilson (Erin Potter), Noel White (Richard Potter), Cara Nikita Shiller (Emelia Sofer), Diego López García (guardia del corpo).
- Ascolti Italia: telespettatori 771 000 – share 4,5%[3]

## Pentole e pugnali
- Titolo originale: Copper Pots and Daggers
- Diretto da: Avi Youabian
- Scritto da: Roxanne Paredes

### Trama
Emily Reid è una ex Marine che esporta tappeti in Turchia. Mentre si trova all'aeroporto di Istanbul con il compagno e la figlia, cade per caso nella trappola che la Polizia turca tende agli stranieri, mettendo reperti antichi nei loro bagagli affinché essi vengano arrestati per contrabbando di antichità. L'FBI non ha giurisdizione in Turchia, ma i due Paesi sono legati essendo entrambi membri della NATO. Il Fly Team si appoggia all'Ambasciata americana a Istanbul, mentre la Polizia locale si mostra testarda e ostile. Si scoprirà che Emily è in realtà una spia dell'NSA e che ha una fonte poi identificata in un certo Sami Osman, professore ospite di fisica nucleare applicata. Forrester sarà costretto dalle circostanze a rivelare al compagno di Emily la verità su di lei, e a seguito del suo arresto la squadra, pur avendo poco tempo, organizza un elaborato e rocambolesco piano per evitare che finisca in una delle temibili prigioni turche e per farla evadere, grazie all'astuzia, alle abilità informatiche di Raines e alla collaborazione di una giovane interprete, Leyla Kaplan. Fortunatamente il piano, malgrado qualche intoppo, ha successo ed Emily può riabbracciare il compagno e la figlia, di nuovo al sicuro a Budapest. Scott si preoccupa per il proprio vicino Zsòlt, il ragazzino che si occupa di Tank quando Forrester è in viaggio per lavoro, chiedendo a Jamie di sfruttare i suoi contatti ungheresi per fare un controllo sul padre Peter; Smitty si trasferisce nell'appartamento di Kellett.
- Guest star: Maurice Irvin (generale Finley), Aykut Hilmi (Mehmet Dogan), Selin Akkulak (Leyla Kaplan), Sabina Akhmedova (Emily Reid), Armando Riesco (James Greer), Jophielle Love (Zoey Greer), Nikita Tewani (Jen Mercer), Asher Miles Fallica (Zsólt), Kristof Wolf (Péter Tamási), Yasemine Gravitas (agente Pasha), Cem Yaman (agente Sadik), Kaan Osman Abdullah (agente Arslan), Bruno Matay (agente Ipek), Tarik Olus Akbulak (agente Birgen), Zaquis Riddick (sergente Brady), Koray Akca (agente Emir), Nodo Lakobishvili (Sami Osman).
- Ascolti Italia: telespettatori 696 000 – share 4,1%[4]

## Un miracolo scaduto
- Titolo originale: Yesterday's Miracle
- Diretto da: Attila Szalay
- Scritto da: Hussain Pirani

### Trama
Una coppia americana che non può avere figli giunge a Bucarest, in Romania, per incontrare la madre surrogata che porta in grembo la loro figlia biologica, ma la giovane scompare poco prima del parto. Il Fly Team inizialmente pensa ad un rapimento, poi la ragazza viene rintracciata e racconta di essere entrata in travaglio sei giorni prima ma che la bambina è nata morta; ha affidato il corpicino al fiume e ha provato a lasciare Bucarest perché sconvolta e terrorizzata. Dopo lo shock, la squadra è convinta che ci sia qualcosa che non torna nella sua storia: emerge infatti che la bambina in realtà è viva ma è stata rivenduta ad una ricca coppia di inglesi in un'elaborata truffa. Il Fly Team riesce però a restituirla agli americani, suoi genitori biologici. Kellett aggiorna Forrester sulle attività di Peter Tamàsi, il padre di Zsòlt: sembra che la sua autofficina di Budapest sia implicata con la mafia albanese, anche se lui ne è una vittima dato che viene da loro ricattato; la preoccupazione di Forrester per il ragazzino aumenta.
- Guest star: Andra Nechita (Cosmina Dalca), Slavko Sobin (vice capo Hofer), Corey Sorenson (Dennis Palmer), Elen Rhys (Amy Palmer), Violeta Hais (direttrice della clinica Felicia Zamfir), Adam Jackson-Smith (Howard Greyson), Sarah Moss (Elizabeth Greyson), Asher Miles Fallica (Zsólt), Kornelia Strzelecka (Nadia Balan), Ildikó Frank (tecnico), Beáta Katula-Csizmadia (paziente incinta), Kristof Wolf (Peter), Mihai Arsene (Mateo Vasa), Josephus Cruz (pilota).
- Ascolti Italia: telespettatori 774 000 – share 4,6%[5]

## Chiamala anarchia
- Titolo originale: Call It Anarchy
- Diretto da: Milena Govich
- Scritto da: Rachael Joyce

### Trama
Vo riceve una richiesta di aiuto da Paige Taylor, un'amica del periodo in cui lavorava come assistente al Pentagono che attualmente è Capitano presso la Base Navale americana a Creta, in Grecia: suo nipote sedicenne Kody è scomparso mentre frequentava un programma di studi archeologici sull'isola. Vo e Kellett partono, Raines fornisce assistenza informatica dal Quartier Generale. Si scopre subito che l'archeologia è una scusa dato che l'istituto ha chiuso tre anni prima. Dal computer pubblico utilizzato dal ragazzo emerge che il sito della scuola è stato creato solo quattro mesi prima, ed è dunque finto; Raines trova una chat criptata sulla quale Kody dialogava con utenti sconosciuti, identificati solo da un alias, e foto di lui che partecipa ad una manifestazione: si sospetta che sia entrato in contatto con una cellula terroristica di anarchici di estrema sinistra che incitano alla violenza. Paige teme che al nipote sia successo qualcosa di brutto, Vo la rassicura. Rintracciando il suo cellulare, quest'ultima e Kellett si lanciano all'inseguimento di un'auto per le strette stradine della città, imbattendosi in Kody che è stato ferito e torturato. Portato al centro medico della Base per essere curato, conferma di essere stato indottrinato dal gruppo e di aver superato un'iniziazione mostrando un marchio a fuoco sulla pelle; aggiunge che loro stanno progettando un attentato al Festival della Cultura della capitale Heraklion. Mentre la Polizia locale inizia ad evacuare il luogo, le agenti riflettono sul fatto che potrebbe essere un diversivo per distogliere l'attenzione dal vero obiettivo. Vo preleva Kody per interrogarlo alla Stazione di Polizia, dove gli mette pressione per cercare di fargli raccontare la verità, ma lui insiste nell'affermare di essere certo dell'attentato. Allora Vo intende sottoporlo al poligrafo, e a quel punto il ragazzo confessa: i suoi compagni della cellula mirano a colpire le Forze Armate degli Stati Uniti, quindi le Basi, e quando lui era al centro medico poco prima ha piazzato un ordigno esplosivo su uno dei cancelli d'entrata per aiutarli a entrare. Tutti gli agenti si precipitano immediatamente sul posto, dividendosi per controllare i cancelli: all'improvviso Vo, Kellett e Smitty si scontrano con i terroristi che riescono ad innescare le esplosioni, Smitty viene ferita ma non gravemente, uno di loro muore mentre gli altri vengono arrestati. Paige chiede a Cameron di non incriminare il nipote, ma lei è consapevole del proprio giuramento e, anche se perde l'amicizia di Paige, le spiega che verrà estradato negli Stati Uniti dove sconterà la pena e seguirà un percorso di de - radicalizzazione per staccarsi dall'ideologia della cellula. Forrester resta a Budapest per indagare sulla "Kompania Bello", l'organizzazione della mafia balcanica che sfrutta l'autofficina di Peter Tamàsi per le proprie attività criminali usando la violenza se lui non obbedisce alle loro richieste. Dopo aver individuato il sicario principale, Mateo Vasa, Forrester lo sorprende a casa con altri due scagnozzi intimandogli di lasciare in pace Tamàsi, altrimenti il suo capo e l'intera organizzazione finiranno nel radar delle forze dell'ordine ungheresi e albanesi. Scott e Zsòlt sono al parco a giocare con Tank e il ragazzino gli dice che il padre lo ha portato a vedere l'officina, cosa che non accadeva da molto tempo, e che ha capito che Forrester ha fatto qualcosa per loro.
- Guest star: Jade Harlow (Capitano Paige Taylor), Jacob Moskovitz (Kody Taylor), Andreas Karras (Sergente Kostas Artino), Asher Miles Fallica (Zsólt), Fanos Xenofós (tenente colonnello Dinos Markovic), Nikolas Savvides (Griffin), Kat Cleave (Sebastian Wilkes), Mihai Arsene (Mateo Vasa), Roni Lepej (guardia di sicurezza), Kevin Ezekiel Ogunleye (capitano d'armi Eckles), László Kurely (Nikos), Lorena Santana Somogyi (infermiera militare Feldman), Lawrence J. Hughes (Comandante Kevin Davis), Roni Lepej (guardia di sicurezza Kontos).
- Ascolti Italia: telespettatori 885 000 – share 5,2%[6]

## Un bugiardo patentato
- Titolo originale: A Proven Liar
- Diretto da: Michael Katleman
- Scritto da: Kristina Thomas

### Trama
Quando la guardia del corpo e la fidanzata di un uomo d'affari americano vengono rapiti a pochi passi da lui a Barcellona, in Spagna, il Fly Team si chiede se l'uomo sia innocente come sostiene: emerge infatti che la sua società edile non esiste e che il suo stesso nome è uno dei tanti pseudonimi da lui utilizzati, in realtà si chiama Gerald Frederickson ed è un bugiardo incallito e truffatore seriale che ha raggirato, sedotto e derubato parecchie donne sole, conosciute in app di incontri, in tutta la Costa Orientale degli Stati Uniti; è ricercato per frode, furto e falsificazione dallo Stato di New York, da dove dopo l'arresto due anni prima ha pagato la cauzione ed è sparito, spostandosi illegalmente in Europa e acquisendo l'identità di Brent Remis per continuare le proprie truffe. La squadra ritiene perciò che sia lui l'artefice del rapimento, dato che i genitori della donna sono ricchi. Portano Remis/ Frederickson in sala interrogatori, ma lui insiste nell'affermare di non esserne responsabile. Da un video mandato dai rapitori, si osserva attentamente un riflesso intuendo che appartiene all'architettura di una chiesa, il luogo in cui è tenuta Tiyanna. Smitty e Raines vanno a parlare con una delle vittime raggirate, Lydia Herrera, che si trova in una clinica per aver tentato il suicidio dopo aver scoperto che l'uomo con cui stava era un truffatore; appena lei afferma che il padre si era arrabbiato scoprendo anch'egli la verità su Gerald e loro le chiedono di poterlo contattare, lei si irrigidisce e si mette sulla difensiva, facendo sospettare che il padre possa aver voluto rapire Tiyanna per colpire Frederickson e vendicarsi. L'Ispettrice Montoya della Polizia spagnola informa gli agenti che il padre di Lydia è Roberto De Gracia, il capo del clan più pericoloso della Spagna. Kellett cerca di convincere Gerald a collaborare per ritrovare Tiyanna spiegandogli il pericolo che sta correndo, ma lui si mostra arrogante e inizialmente rifiuta; accetta solo se l'FBI lascerà cadere le accuse a suo carico negli Stati Uniti. I rapitori mandano un altro video e poi lo chiamano per un riscatto: lui si dirige nel parco indicato con la borsa di denaro, mentre Vo, Kellett e Smitty si posizionano in punti precisi per avere la visuale dell'area; i rapinatori non arrivano. Raines capisce che il rapimento era un'esca orchestrata da De Gracia per arrivare a Gerald e avverte Smitty di farlo allontanare. L'uomo però è già lì e spara a Frederickson, che sopravvive grazie al giubbotto antiproiettile, mentre Raines uccide De Gracia. Nel frattempo, Kellett, Vo e l'Ispettrice Montoya si precipitano alla chiesa in cui i tirapiedi di De Gracia tengono Tiyanna, li uccidono in uno scontro a fuoco e la salvano. Alla Centrale di Polizia, Gerald prova a scusarsi con lei ma quest'ultima gli tira uno schiaffo intimandogli di non farsi più vedere; lui viene arrestato e sarà estradato negli Stati Uniti in quanto Kellett non gli aveva specificato che ad essere lasciate cadere sarebbero state solo le accuse federali e non anche quelle statali, delle quali dovrà rispondere alla Procura di Manhattan. Forrester è costretto a restare a Budapest su espressa richiesta di Ken Dandrige, il legat dell'FBI in Ungheria. Inoltre, la relazione sentimentale che Raines ha intrecciato con Maya, la proprietaria del locale preferito della squadra, è diventata seria, e Vo si preoccupa che un domani il lavoro possa compromettere il privato dell'amico. Alla fine Raines e Maya accettano di vedere come va e lei si dichiara d'accordo riguardo al fatto che il lavoro di lui venga sempre prima.
- Guest star: Tara Linke (ispettore Olivia Montoya), Sam Edgerly (Brent Remis/Gerald Frederickson), Maryam Basir (Tiyanna Lynelle), Stephanie Hoston (Maya), Maite Jauregui (Danita Gallardo), Andrea Vasiliou (Lydia Herrera), Nicolás Platovsky (Jerónimo Gael), Paula Parducz (infermiera), Zsolt Páll (Roberto De Gracia).
- Ascolti Italia: telespettatori 898 000 – share 5,20%[7]

## Stellina
- Titolo originale: Hail Mary
- Diretto da: Jen McGowan
- Scritto da: Edgar Castillo

### Trama
Dopo che una modella americana precipita dall'ottavo piano di un edificio di Milano morendo sul colpo, il Fly Team vola in Italia. Non ci sono testimoni e apparentemente nessuno ha visto nulla, la giustizia italiana sembra intenzionata ad archiviare in fretta il caso come suicidio. Un'altra modella, Emma Staley, dichiara tuttavia di aver visto la vittima in compagnia di un uomo sconosciuto poco prima della morte, sembrava stessero litigando, ma il Commissario Sindona avverte che all'arrivo dei poliziotti ella sembrava instabile e confusa, sottintendendo che fosse ubriaca. Kellett e Vo perquisiscono la scena del crimine, che però è stata contaminata dal transito di diverse persone; Smitty e Raines parlano con Luca Rossi, l'organizzatore della festa alla quale erano presenti sia Jojo, sia Emma, nonché titolare della agenzia di modelle che le ha assunte, noto per le proprie feste sfrenate per cui impiega ragazze bellissime che devono accontentare in tutto e per tutto gli uomini ricchi. Egli afferma che era in procinto di eliminare Jojo dall'agenzia, e ciò potrebbe averla spinta a togliersi la vita; consiglia agli agenti di non credere alle parole di Emma in quanto ha smesso di prendere le medicine. Quest'ultima smentisce lo stato alterato, anche se dalle ricerche di Raines emerge effettivamente che sette anni prima le è stato diagnosticato un disturbo bipolare. Kellett le suggerisce di restare nel proprio appartamento mentre loro svolgeranno le indagini, ma poco dopo lo trovano vuoto: se n'è andata approfittando della pausa pranzo dei poliziotti assegnati alla sua protezione; Kellett si scontra con le autorità locali accusandoli di incompetenza. Si pensa subito che Emma possa essere stata rapita dallo stesso individuo che ha ucciso Jojo, che quindi potrebbe uccidere anche lei. Vo si reca da una terza modella, Raffaella, la quale le rivela che Jojo cambiava molti amanti e di recente ne aveva soltanto uno: non ha mai detto il nome, ma lui la portava fuori e le faceva regali. L'ultimo di questi è stato una collana di oro giallo e diamanti del valore di 82000 euro acquistata in una gioielleria di Via Monte Napoleone con incisa la dedica: "alla mia Stellina". L'uomo in questione è Walter Maldini, CEO di un'importante banca con precedenti per violenza contro le donne. Essendo molto stimato e ricco, il commissario e la PM si oppongono all'apertura di un'indagine nei suoi confronti, a meno che l'FBI non trovi prove solide. Convinta che ci sia lui dietro la morte di Jojo e la scomparsa di Emma, Vo si infiltra sotto copertura ad una delle feste dei Maldini per fare colpo su di lui e spingerlo a confessare; purtroppo viene scoperta e mentre la sicurezza la scorta all'uscita, Vo intravede Emma: tenta di portarla via da lì, ma lei rifiuta ripetendo di essere ospite di Walter e che lui può offrirle delle opportunità; egli presenta a Vo la moglie Chiara, che al collo esibisce la collana che era stata regalata a Jojo e fornisce un alibi al marito. Convocata in centrale, Emma ritratta la precedente dichiarazione, affermando di non poter confermare che l'uomo visto con Jojo era Maldini, anche se è evidentemente terrorizzata. Il Fly Team viene informato che la PM probabilmente emanerà una denuncia contro di loro per aver tormentato Maldini. Frustrata per non poterlo perseguire senza prove, Smitty fa un ultimo, disperato tentativo con l'anziana signora che quasi sicuramente ha visto qualcosa la notte della caduta di Jojo, ma che durante l'intero episodio si era sempre rifiutata di collaborare. Questa volta invita Smitty a entrare e, dopo averle raccontato una vicenda della propria giovinezza, le mostra una telecamera installata sul balcone: il filmato di quella notte mostra Maldini litigare con Jojo e poi spingerla nel vuoto. Finalmente hanno la prova della sua colpevolezza e può essere arrestato. Inoltre, la Polizia italiana aprirà un'indagine penale su Luca Rossi per prostituzione. Emma ringrazia Vo per averla salvata poiché credeva che Maldini le avrebbe fatto del male, dicendole che tornerà negli Stati Uniti a studiare, prendendosi una pausa dal mondo della moda almeno per un po'; Raffaella testimonierà contro Rossi affinché non possa più approfittarsi di altre ragazze. Kellett si chiarisce con il commissario, mentre Smitty porta una bottiglia di vino alla signora per ringraziarla e lo sorseggiano ammirando il Duomo di Milano. Kellett è colta alla sprovvista quando il legat dell'FBI in Ungheria, Dandridge, si presenta nel loro ufficio in cerca di visibilità sul caso, e per informarla che Forrester è a Quantico per una formazione dei Supervisori.
- Nota. L'assenza di Forrester in alcuni episodi della seconda stagione è dovuta al congedo di paternità dell'attore Luke Kleintank: infatti la moglie era incinta e ha partorito durante le riprese della serie, e lui voleva stare accanto a lei e alla bambina, perciò si è optato per una storyline che mettesse a repentaglio la carriera di Scott per alcuni episodi.[senza fonte]
- Guest star: Michael Torpey (Ken Dandridge), Mia Challis (Emma Staley), Antonio Zavatteri (capitano Sindona), Tommaso Basili (Luca Rossi), Francesca Tizzano (Raffaella Vitti), Elsa Mollien (Nunzia Linari), Natasha Cashman (Beatrice), Kwame Bentil (Robert Baldwin), Thomas Kadman (Walter Maldini), Heléna Antonio (Chiara Maldini), Mark Fletcher (Silvio), Ágnes Koltai (Jojo Bell), Barnabás Réti (agente Baldan).
- Ascolti Italia: telespettatori 951 000 – share 5,40%[8]

## Talpe
- Titolo originale: Wheelman
- Diretto da: John Behring
- Scritto da: Derek Haas

### Trama
Un ladro d'arte americano, Daniel LeDee, arrestato dalla Polizia ungherese grazie all'aiuto di Smitty, stringe un accordo in cambio di informazioni su un prossimo colpo molto più grosso che afferma accadrà in 72 ore, ad opera di Michael Semien, un criminale ricercato dall'FBI da dieci anni per un furto milionario durante il quale aveva ucciso cinque persone. Sembra che quest'ultimo si trovi proprio a Budapest, e LeDee spiega che è solito scegliere complici di varie nazionalità e con differenti specializzazioni: egli è disposto a presentargli uno della Fly Team come autista, e Smitty propone Raines, che quindi si infiltra nella banda per poter cogliere Semien in flagrante. Raines dà prova della propria lealtà e Semien lo introduce agli altri membri, per poi rivelare loro il piano: rapineranno di 200 milioni di dollari in pietre non tagliate il caveau di una Borsa diamanti, ma per il momento si rifiuta di fornire loro l'indirizzo preciso. Nel frattempo, anche il resto della squadra ha raggiunto la città, ricevendo la collaborazione della sede locale dell'Europol, ma hanno difficoltà a individuare l'obiettivo della rapina. Semien viene informato da un contatto nelle forze dell'ordine della possibile presenza di una talpa e sospetta di Raines, che riesce a dissuaderlo; uno degli altri decide di tirarsi fuori dall'operazione e Semien lo uccide. La banda penetra all'interno della Borsa e, contando su Raines che disattiva le telecamere di sorveglianza, si dirigono al caveau e lo svuotano: improvvisamente, Semien spara a LeDee uccidendolo, e corre via con uno dei complici, mentre Raines dopo una colluttazione mette k.o. l'altro. La fuga tuttavia è breve poiché all'esterno i due si trovano davanti gli agenti che li arrestano recuperando la refurtiva. La talpa si scopre essere un giovane agente dell'Europol che era stato corrotto da Semien. D'anidride continua ad osservare scrupolosamente ogni mossa della squadra, pretendendo che Kellett gli mandi rapporti dettagliati in tempo reale nel corso della missione. Forrester è bloccato nell'ufficio del legat di Varsavia, in Polonia, a compilare scartoffie, e comincia a innervosirsi perché non riesce a capire il motivo del suo essere in panchina. Alla fine rientra a Budapest e Dandridge gli spiega che, osservando il Fly Team in sua assenza, si è reso conto che sono indisciplinati e non seguono le regole, e che incolpa lui per l'esito della missione in Belgio; ha parlato con il Vice Commissario a Washington ed è stato deciso il trasferimento di Forrester alla sezione amministrativa della sede FBI in Alabama, aggiungendo che ha due settimane per preparare i bagagli.
- Guest star: Michael Torpey (Ken Dandridge), Rico E. Anderson (Daniel LeDee), Daniel Passaro (Michael Semien), Petar Cvirn (Ambroz), Jónas Alfreð Birkisson (Pedersen), Stephanie Hoston (Maya), Stewart Clegg (agente Wesmael), Tice Oakfield (Ruben), Nicolas Hackenberg (guardia), Domonkos Gyimesi (analista).
- Ascolti Italia: telespettatori 965 000 – share 5,80%[9]

## Il cuore più grande del mondo
- Titolo originale: BHITW
- Diretto da: Alex Zakrzewski
- Scritto da: Matt Olmstead

### Trama
Derrin Vaughan, un giocatore di basket americano di una squadra lituana, si trova in un nightclub di Belgrado, in Serbia, con alcuni compagni per festeggiare il proprio addio al celibato. Improvvisamente si accascia al suolo e, soccorso, viene trasportato in ospedale, mentre uno degli amici, Bryan Moncrief, viene chiuso in cella accusato di aver brandito un coltello e minacciato gli agenti intervenuti, Appena prima di partire, i colleghi informano Forrester della presenza nel loro ufficio di una nuova agente, Zoey McKenna, assegnata a loro da Dandridge per fare esperienza. Forrester discute con il legat per non aver chiesto la sua approvazione, ma l'altro replica che è stata una decisione dei piani alti e che se i colleghi si comporteranno bene, li terrà in squadra anche dopo che lui non ci sarà, altrimenti li farà riassegnare anch'essi negli Stati Uniti; Forrester vuole comunicare loro il proprio trasferimento forzato quando sarà ufficiale, ma Dandridge gli ricorda che lo è già e che gli resta ancora una settimana, per poi dargli dei fascicoli da restituire firmati. A Belgrado, vengono a sapere che Vaughan è affetto da una malformazione cardiaca che però ha tenuto segreta per non compromettere le proprie possibilità di entrare nell'NBA e che al locale qualcuno gli ha messo qualcosa nel drink a sua insaputa. Forrester va a trovare Moncrief in carcere, e quest'ultimo nega di aver minacciato gli agenti con un coltello e afferma che non avrebbe mai fatto del male all'amico; purtroppo, Vaughan muore in ospedale, perciò l'indagine diventa per omicidio. Smitty e Raines interrogano la fidanzata, che era stata vista discutere con la vittima al nightclub e che è co-beneficiaria del fondo fiduciario da egli aperto, il quale include una polizza a vita. Non è stata lei a drogarlo. Kellett e McKenna si recano a parlare con il proprietario dell'agenzia organizzatrice dell'addio al celibato: dopo un'iniziale reticenza, egli ammette di lavorare in associazione con membri della mafia che possiedono il night e che ad ogni occasione buona derubano i clienti. Nel frattempo, Smitty riferisce a Forrester di aver sentito dai propri contatti all'Europol del suo imminente trasferimento, e poco dopo lui informa anche Kellett. Dopo che l'esame tossicologico conferma che nel sangue di Vaughan vi era destroanfetamina, si pensa che il colpevole sia il preparatore atletico Noah Muller, poiché proviene dalla Svizzera che è l'unico Paese europeo in cui tale sostanza si può reperire e anche perché una boccetta viene rinvenuta nella sua borsa. Emerge tuttavia il nome di un altro giocatore, Josh Bing, passato in panchina dopo l'ingaggio di Derrin: gli agenti trovano il modo di accedere al cellulare di Muller e attivare da remoto la registrazione della loro conversazione, da cui è chiaro che l'idea della droga è stata di Bing, il quale voleva tornare ad essere titolare e ha corretto il drink di Vaughan per fargli fallire il test antidroga mensile e farlo così squalificare, coinvolgendo il preparatore atletico; entrambi ignoravano però l'esistenza della malformazione cardiaca. Alla chiusura del caso, Forrester si congratula con McKenna per l'ottimo lavoro svolto, e lei dice di aver apprezzato l'essere stata inclusa nelle indagini; mentre Smitty consola la fidanzata della vittima restituendole un orologio che quest'ultima aveva regalato a Derrin, con un acronimo inciso sul retro che sta per "Il cuore più grande del mondo". Tornati a Budapest, Forrester riporta i fascicoli a Dandridge, il quale nota che non sono firmati: Forrester spiega di non avere intenzione di andarsene senza lottare.
- Guest star: Michael Torpey (Ken Dandridge), Kelley Missal (Zoey McKenna), Dino Kelly (tenente Mirko Obradovic), Daniel Bellomy (Bryan Moncrief), Jessica Green (CiCi Pryor), Ari Brand (Josh Bing), Kal Minev (Bogdon Vidmar), Julian M. Deuster (Noah Muller), Zoran Velibor (Milos Zoran), Andrei Lenart (Vlado Popov), Shaquille Ali-Yebuah (Derrin Vaughan), Andrea Zirio (Dr. Backus), Carna Krsul (Dr. Ilic), Balázs Megyeri (buttafuori), Bernát Sebestény (fan).
- Ascolti Italia: telespettatori 914 000 – share 5,40%[10]

## Qualcuno che lei conosceva
- Titolo originale: Someone She Knew
- Diretto da: Jonathan Brown
- Scritto da: Roxanne Paredes

### Trama
Dandridge comunica a Kellett, Raines e Vo che Forrester sarà in Alabama entro la fine della settimana e che se loro vogliono essergli leali dovrebbero seguirlo. La squadra è preoccupata in quanto sembra che Forrester non intenda reagire al trasferimento, ma quest'ultimo li rassicura dicendo di star riscuotendo qualunque favore che gli devono per poter restare. McKenna li istruisce sul caso: Katie Marsh, un'adolescente scomparsa in pieno giorno dalla propria casa in Minnesota dieci anni prima, ricompare in una piccola cittadina austriaca ed è in grado di lasciare un indizio che mette il Fly Team sulle tracce del rapitore. Appena giunti alla Centrale di Polizia locale, il Comandante Kaufmann li informa che c'è un altro poliziotto presente, il detective Keith Saunders di Minneapolis, il quale riferisce di essere venuto perché si è occupato del caso fin dall'inizio e ha dunque già raccolto molte informazioni. Forrester tuttavia è sospettoso e chiede a Kellett di indagare su di lui: emerge che in realtà è stato licenziato dalla Polizia per cattiva condotta essendo convinto che il responsabile del rapimento non fosse un ladro come invece pensava il proprio superiore, bensì qualcuno che Katie conosceva; inoltre, è sposato nientemeno che con la madre della ragazza e anche la donna si trova in Austria. Dopo l'irritazione per il fatto che Saunders non è stato sincero fin da subito, Forrester consente alla coppia di assisterli nell'indagine. Il video di una dash cam rivela che il colpevole ha rapito anche una bambina, Clara Bremmer, scomparsa due anni prima quando ne aveva cinque da un paesino a venti chilometri da lì. Egli viene identificato come Otto Lang, camionista mentalmente disturbato, con doppia cittadinanza americana e austriaca e cresciuto da una zia violenta a seguito della morte per overdose della madre. Forrester e Smitty perquisiscono la sua abitazione individuando il nascondiglio dove sono state segregate Katie e Clara, ora però vuoto: il giovane è in fuga con loro. Dandridge tiene una conferenza stampa in diretta televisiva mettendo a repentaglio l'intera indagine e facendo infuriare Scott, che si scontra con lui finché McKenna non li avverte che la Governatrice del Minnesota Jenna Preuitt e il Vice Direttore dell'FBI John Van Leer desiderano parlare a entrambi per ricevere aggiornamenti; Forrester intende scoprire chi è che informa costantemente Dandridge sulle loro mosse, ma sia Zoey che il detective Saunders negano. Nel frattempo viene rintracciato il veicolo di Lang, alla cui guida c'è però un ragazzo che afferma di essere stato da lui pagato affinché facessero uno scambio, quindi ora non sanno più come Lang si sposti. Dandridge pretende che la squadra vada ad una stazione dei treni convinto che Katie e Clara possano trovarsi in uno di quelli, mentre Forrester sente che qualcosa non quadra e grazie a Saunders determina il luogo della casa sul lago della zia di Lang dove l'ha cresciuto; vi si reca e trova le due, ma il rapitore lo coglie di sorpresa e lo aggredisce, dando inizio a una colluttazione. Forrester riesce a metterlo k.o. e arriva la polizia austriaca ad arrestarlo; Katie e Clara vengono salvate e portate in Centrale, dove la prima può riabbracciare la madre. Dato che Clara invece non ha parenti prossimi, finirebbe nel sistema di affidamento, ma fortunatamente i Saunders decidono di adottarla avendo capito lo stretto legame creatosi con Katie. La Governatrice Preuitt e il Vice Direttore Van Leer si complimentano con Forrester per l'ottimo lavoro; Dandridge si prende una parte del merito attribuendolo alla propria direzione ma Van Leer gli comunica che è atteso a Washington l'indomani mattina: infatti ha messo sotto controllo il cellulare di Forrester senza il suo consenso, violando così il codice di condotta dell'FBI e guadagnandosi una convocazione dall'Ufficio di Responsabilità Professionale. È stata McKenna ad informare Van Leer, seguendo quindi il consiglio che le aveva dato Scott poco prima sulla lealtà. Il trasferimento di quest'ultimo viene revocato e lui torna nuovamente il leader del Fly Team. La scena finale mostra la squadra nel loro solito locale di Budapest, a cui si unisce Zoey che dice che si è liberato un posto da vice nell'ufficio del legat di Varsavia perciò probabilmente lo accetterà.
- Guest star: Michael Torpey (Ken Dandridge), Kelley Missal (Zoey McKenna), R. Ward Duffy (vice direttore John Van Leer), Justin Hagan (Keith Saunders), Molly Lloyd (Allison Saunders), Bailey Gavulic (Katie Marsh), Matthias Rimpler (comandante Kaufmann), Clare Almond (Nora Morgen), Julie Haze (Valerie), Samuel Benito (Jonas), Lorna Lowe (senatrice Jenna Preuitt), Robin Leo Hoffman (Emil Hochberg), Kristóf Widder (Anton), Erika Herbert (receptionist della clinica), Jázmin Elizabeth Brenner (Clara).
- Ascolti Italia: telespettatori 817 000 – share 5,10%[11]

## Indigo
- Titolo originale: Glimmers and Ghosts
- Diretto da: Kevin Dowling
- Scritto da: Edgar Castillo

### Trama
Il Fly Team e Smitty si incontrano con Katrin Jaeger a Berlino per indagare su un caso che coinvolge un americano non identificato che ha costretto un anziano tedesco a impiccarsi. Dalla registrazione dell'omicidio ricavano un nome, "Indigo", e l'indizio che l'uomo è stato solo il primo della lista. Smitty chiede informazioni all'Intelligence dell'Europol e si scopre che "Indigo" era un'unità speciale della Stasi, il corpo di Polizia della Germania Est durante la Guerra Fredda. La vittima, un professore di matematica in pensione, in realtà era proprio una spia della Stasi. Grazie ad un software sperimentale di Quantico, l'assassino viene identificato in Paul Kennard, dell'Illinois ma con cittadinanza tedesca; egli sembra risiedere in un appartamento intestato ad una certa Anna Dahns. Quest'ultima aggredisce Smitty e scappa; portata in Centrale, emerge che Kennard è suo fratello: sono stati separati dopo la morte dei genitori, lui è stato adottato da uno zio che viveva negli Stati Uniti mentre lei è stata presa in affido da una coppia di Amburgo; si sono ritrovati attraverso una app per ricostruire l'albero genealogico, e sei mesi prima lui è venuto a Berlino. Inizialmente Anna non vuole collaborare, ma poi rivela che il fratello sta agendo per vendicare la morte dei genitori: il padre, anch'egli professore, era stato accusato di violenza sessuale da una studentessa, la quale tuttavia ammette a Raines e Smitty di essere stata costretta a formulare l'accusa da un uomo che l'aveva avvicinata e minacciata. Egli si chiama Michael Berkhoff e anche lui faceva parte della "Indigo", perciò la squadra intuisce che deve essere un bersaglio di Kennard; si recano nella sua abitazione trovando Berkhoff chino sul corpo senza vita della moglie, invece di lui ha ucciso lei. Forrester cerca di convincere Anna a far costituire il fratello, ma lei lo avverte della presenza dell'FBI. Si deduce che Kennard colpirà il direttore della "Indigo" ma nel dossier e in tutta la documentazione fornita da Berkhoff non v'è traccia del suo nome, finché Vo non lo trova: Simon Ballack, l'amico di Jaeger che aveva raccontato loro dell'unità speciale. Egli dunque fingeva solo di essere il direttore del Controspionaggio della Germania Ovest, in realtà era una spia dormiente della Stasi. Minaccia di uccidere Kennard, poi punta la pistola verso sé stesso ma l'arma è scarica; lo arrestano. Dalle ricerche di Vo risulta che anche i genitori di Paul e Anna erano spie dell'Est prima di passare dall'altra parte, ed è per questo che Ballack li ha fatti uccidere. Forrester dice alla ragazza che il fratello resterà in carcere per molto tempo, e concede loro cinque minuti per salutarsi. Il caso riporta alla mente di Katrin ricordi d'infanzia: racconta a Scott di essere nata a Berlino Est e che sono stati felici, fino al giorno in cui il padre trovò una cimice nascosta in salotto. Quando aveva sette anni, lui li abbandonò fuggendo dall'altro lato del Muro e non lo ha più rivisto; la madre fu arrestata per complicità e quella fu la fine della loro famiglia. Si reca in sala interrogatori da Simon soltanto per restituirgli l'orologio. Alla fine Jaeger si trova nel parco dove andava con il padre e osserva che è proprio come lo ricordava, mentre Forrester le offre una tazza di cioccolata calda.
- Guest star: Albert Welling (Simon Ballack), Paula Kroh (Anna Dahns), Spenser Granese (Paul Kennard), Christiane Paul (Agente dell'Europol Katrin Jaeger), Tobias Schulze (detective Kai Draxler), Sioned Jones (dottoressa Alina Volland), John Keogh (Michael Berkhoff), Christa Rockstroh (Klara), Jurgen Haug (Tobias Ganz).
- Ascolti Italia: telespettatori 756 000 – share 5,00%[12]

## Indifendibile
- Titolo originale: Indefensible
- Diretto da: Alex Zakrzewski
- Scritto da: Hussain Pirani

### Trama
L'avvocato americano Neil Cobb muore a causa di una bomba posta sotto la propria auto in una strada di Budapest; una quattordicenne che passeggiava con il cane viene colpita dalle schegge ed è in condizioni critiche. La vittima rappresentava un'azienda chimica (con sede centrale negli Stati Uniti ma succursali in Ungheria) contro la quale è stata sporta denuncia per aver avvelenato gli operai (loro e le famiglie hanno costituito una class-action) attraverso l'esposizione al cadmio, un metallo tossico. Smitty, in virtù della propria precedente esperienza negli artificieri, si dedica a tentare di ricostruire le parti dell'ordigno, concludendo che è di tipo militare; le analisi rivelano inoltre che il componente principale è il TATP (il perossido di acetone, prodotto mescolando il perossido di idrogeno con l'acetone). Il Fly Team e la Polizia Ungherese suppongono che la morte di Cobb sia legata proprio all'azione legale: una dei querelanti li indirizza verso dei documenti che indicano una cospirazione interna ed emerge che in realtà egli aveva tradito l'azienda per aiutarli. Si sospetta anche del CEO Sam Gilroy, il quale aveva una relazione extraconiugale con la moglie di Cobb (i due si conoscono da anni, avendo frequentato la stessa università e i rispettivi figli vanno alla stessa scuola), e presto diventa evidente che la vittima ha voluto vendicarsi di lui. Le telecamere del traffico hanno ripreso un'altra auto che ha seguito Cobb poco prima dell'esplosione, e ciò conduce gli agenti ad un sicario bulgaro, congedato con disonore dalle Forze Armate di quel Paese; quest'ultimo ammette di essere stato ingaggiato dall'avvocato dei querelanti per uccidere Cobb, cosicché potesse saldare un debito con la mafia, e il legale viene arrestato.
Kellett tiene una lezione di addestramento ai poliziotti ungheresi e involontariamente rompe un braccio al Tenente Benedek Erdős; per farsi perdonare, accetta il suo invito a bere qualcosa insieme (lasciando intuire che potrebbe nascere un rapporto sentimentale) e alla fine gli chiede di accompagnarla in ospedale a visitare la ragazzina rimasta ferita, che è stata operata e fortunatamente si riprenderà.
- Guest star: Miklós Bányai (Tenente della Polizia ungherese Benedek Erdős), Paulina Alvarez (Elia Cruz), JB Chen (Sam Gilroy), James Thorne (Zalàn Madaras), Rex Adams (Pàlma), Margareta Szabo (Erika), Adrian Samudovszky (agente Molnàr), Ako Mitchell (Neil Cobb), Gyula Mesterhàzy (padre di Margò), Tara Kollàrszky (Margo Halmi), Zoltàn Barabàs Kiss (Istvàn).
- Ascolti Italia: telespettatori 754 000 – share 4,50%[13]

## Chi parla muore
- Titolo originale: He Who Speaks Dies
- Diretto da: Deborah Kampmeier
- Scritto da: Rachael Joyce

### Trama
Un aereo partito da New York e diretto ad Atene è costretto ad effettuare un atterraggio d'emergenza in Marocco per un allarme bomba, tra il panico dei passeggeri. Il Fly Team e Smitty indagano insieme alla Polizia marocchina: Vo si occupa di ottenere le fotografie dei passeggeri, che vengono radunati in un hangar, per controllarli uno ad uno; Kellett guida le perquisizioni dei bagagli; Forrester e Smitty ispezionano il velivolo, mentre Raines accompagna un ragazzo americano, Tyler, all'ospedale dove è stato portato il padre Mike Kemp per un attacco cardiaco. Si scopre che quest'ultimo è un Agente della DEA e, dopo che nella struttura non risulta nessuno con quel nome, gli agenti deducono che è stato rapito (come dimostrano i video di sorveglianza, da finti paramedici); dalle analisi emerge che è stato avvelenato con le benzodiazepine, delle quali gli è stata iniettata una doppia dose per tenerlo sedato. L'allarme bomba era quindi solo un diversivo. Smitty è certa che dietro il rapimento vi sia la Mocro Mafia, un potente cartello le cui attività si espandono fino ai Paesi Bassi (dove Kemp è stato trasferito da undici anni): l'uomo era in procinto di condividere informazioni sulle loro operazioni di traffico, e ha contribuito al sequestro di tre carichi illegali arrivati al porto. Interrogato da Vo, l'Air Marshal di bordo riferisce di essere stato ricattato dal capo della Mocro Mafia, Hassan Zazaar, latitante da anni, affinché iniettasse a Kemp la droga, altrimenti lo avrebbe ucciso. Il Sergente locale spiega al Fly Team che Zazaar è estremamente pericoloso, è noto per gli omicidi in stile esecuzione e le torture e lì in Marocco è intoccabile. Successivamente viene arrestato un intermediario, che rifiuta di collaborare temendo ripercussioni sulla propria famiglia, finché Raines non gli garantisce la Protezione Testimoni anche per loro: egli allora conduce gli agenti ad un convoglio della mafia, all'interno del quale tuttavia Kemp non c'è; gli scagnozzi di Zazaar lo stanno trasferendo in uno dei suoi nascondigli. Il Fly Team segue le indicazioni del Sergente, giunge sul luogo e li elimina tutti, trovando e salvando Kemp. Di nuovo in ospedale, egli dice al figlio (che si sente in colpa perché l'idea del viaggio ad Atene era stata sua) di aver chiesto il trasferimento a New York e la DEA l'ha approvato, dunque torneranno negli Stati Uniti.
Nel frattempo, la relazione, diventata intima, tra Kellett e il Tenente ungherese Ben Erdos prosegue e lui la invita a casa propria ad assaggiare la vera cucina locale; arrivata davanti alla sua porta quella sera, Jamie sente una voce femminile provenire dall'interno e si volta per andarsene, ma lui la richiama e le presenta la sorella Vera. Quando restano soli, lei è divertita nel constatare che lui le ha preparato un donut (quella mattina infatti gli aveva detto che ciò che le manca maggiormente di New York sono proprio questi dolci americani).
- Guest star: Miklós Bányai (Tenente Benedek Erdős), Sammy Sheik (Sergente Ahmed Fassi), Andrew Stewart - Jones (Air Marshal Glenn Shaw), Will Deusner (Tyler Kemp), Jeff Corbett (Agente Mike Kemp), Tarek Bishara (dottor David Boyd), Michael Yare (Direttore Europeo della DEA Rick Larson), Salaheden Hanoun (Aziz Harit), Iliass Dennoune (Kamal Tazi), Yassine Fadel (agente Rais), Linny Bushey (Judi Albrecht), Kelly Burke (Cindy Sherman), Kata Sarbò (Vera Erdos), Adeel Sultan (assistente di volo Hector Mendoza), Craig Henningsen (paramedico Ramzi).
- Ascolti Italia: telespettatori 893 000 – share 5,00%[14]

## Fiducia
- Titolo originale: Trust
- Diretto da: Nina Lopez-Corrado
- Scritto da: Derek Haas

### Trama
Una coppia ungherese viene colpita a morte sull'uscio della loro casa di Budapest da un poliziotto, e la Polizia Nazionale chiede l'assistenza del Fly Team. Poiché la vittima maschile era un affermato architetto, inizialmente si pensa che il colpevole possa essere qualcuno invidioso del suo successo, ma poi dei vicini filmati di sorveglianza incriminano il Tenente Ben Erdos, fidanzato di Kellett, collocandolo sulla scena del duplice omicidio poco dopo di esso. In assenza di Forrester (impegnato a Washington in una conferenza dei legat di tutto il mondo), Jamie affida la conduzione del caso a Vo affermando che si tratta di un'ottima opportunità per testare le sue capacità di leadership, ma poi le due si scontrano sulla probabile colpevolezza di Erdos: Vo teme infatti che l'obiettività dell'amica e collega possa venir influenzata dal suo legame sentimentale con Ben. Vo la rimuove dal caso a causa del conflitto di interessi, anche se tale azione si rivela un pretesto per farla indagare in segreto per scovare la persona interna alla Polizia che ha ricevuto un pagamento dalla mafia locale. Erdos rivela a Kellett di aver archiviato le prove della corruzione, collegate alla mafia e ad un contratto per un nuovo stadio, in una cartella digitale privata, e chi l'ha fatta sparire è la talpa. A seguito della scoperta di un altro cadavere, la squadra deduce che quest'ultima è David, il partner di Ben: nell'interrogatorio, egli riferisce di lavorare per la mafia da circa due anni e di aver tentato di incastrare Erdos perché si era avvicinato alla verità e perché così il contratto sarebbe andato ad un offerente scelto dalla mafia; aggiunge che dava loro anche informazioni sulle retate della Polizia Nazionale Ungherese. Inoltre, Kellett mette in dubbio la sua relazione con il tenente Erdős.
- Guest star: Miklós Bányai (Tenente Benedek Erdős), Greyston Holt (David Papp), George Lasha (Capitano Agoston Manko), Lili Walters (Daniella Nagy), Zsuzsanna Pethes (Hanna), Levente Pupics (traduttore della Polizia Nazionale Ungherese), Bernadett Swann (Juci Olàh), Dénes Szòraz (Ferenc Olàh), Richard Corgan (Noel), Ian Barritt (Patrik Olàh), Caroline Gruber (Enéh Olàh), Barnabas Dékany (Béla Gàspàr), David Gutema (Sipos).
- Ascolti Italia: telespettatori 945 000 – share 5,4%[15]

## Attacco imminente (prima parte)
- Titolo originale: Imminent Threat: Part 1
- Diretto da: Michael Katleman
- Scritto da: Rick Eid e Wade McIntyre

### Trama
Quando un ingegnere americano, David LaPorta (dirigente di un'importante azienda di ingegneria civile e industriale con sedi negli Stati Uniti, in Qatar e in Italia), viene rapito a Roma e il suo socio in affari Tommaso Costa giustiziato, il Fly Team vola nella Città Eterna. La loro indagine è però ostacolata dalla Polizia italiana, e Forrester si scontra con l'Ispettore Capo. Dopo che un Generale bielorusso si rivela collegato al rapimento (una conoscenza di Jubal riferisce loro dell'attacco di un drone americano avvenuto tre mesi prima durante un matrimonio a Minsk, nel quale sono rimaste uccise diverse persone tra cui la figlia del Generale, la sposa), arrivano dall'ufficio di New York Jubal e Nina (che è incinta) per supportare i colleghi; l'impazienza del primo fa aumentare la tensione con le autorità italiane al punto che l'Ispettore Capo decide di ritirare i propri agenti nel momento in cui si localizza la posizione dei mercenari bielorussi. Irrompendo all'interno della proprietà, le due squadre ne eliminano sette e trovano LaPorta morto con segni di torture. Jubal proibisce a Nina di entrare in azione date le sue condizioni, Vo le offre di affiancarla per sorvegliare il perimetro: notando gli ultimi due uomini armati uscire, le due li inseguono ma Nina viene colpita. Jubal e Forrester la soccorrono e si precipitano all'ospedale più vicino. La prima parte termina.
- Special guest star: Alana de la Garza (agente speciale al comando Isobel Castille), Jeremy Sisto (vice agente speciale al comando Jubal Valentine), John Boyd (agente speciale Stuart Scola), Shantel VanSanten (agente speciale Nina Chase)
- Guest star: Mark Ivanir (Generale Stanislau Lenkov), Christian Vit (Ispettore Capo Grannò), Simone Collins (Sabrina), Alice McCarthy (Pia Morgan), Bruno Gunn (David LaPorta), Val Adams (Alessia LaPorta), Luca Matteo Zizzari (Tommaso Costa), Aramis Merlin (Anton), Yuliia Sobol (Kazimira Lenkov), Davide Colucci (Enzo), Mirco Abbruzzetti (padre), Julia Messina (madre), Lorenzo Padalino (ragazzo).
- Nota. Dato che questo episodio è la prima parte del crossover che continua con il diciassettesimo episodio della quinta stagione di FBI e si conclude con il sedicesimo episodio della quarta stagione di FBI: Most Wanted, gli attori John Boyd, Alana de la Garza, Jeremy Sisto e Shantel VanSanten (protagonisti di FBI) sono accreditati come "Special guest stars". I tre episodi sono andati in onda negli Stati Uniti, sulla CBS, il 4 aprile 2023 come un unico lungo episodio-evento. La stessa sera, Jeremy Sisto (Jubal Valentine) e Luke Kleintank ne hanno parlato in un'intervista concessa a Deadline: hanno iniziato affermando di essersi molto divertiti durante le riprese a Roma (infatti, a differenza di un precedente episodio ambientato in una Milano ricostruita a Budapest, per la prima parte del crossover la produzione ha effettivamente girato in Italia), rimanendo ammirati e stupefatti dalle sue bellezze; entrambi si sono portati dietro moglie e figli, hanno condiviso cene e storie e legato su differenti livelli. Nell'intervista hanno anche affrontato la dinamica tra i loro personaggi, che a Roma lavorano in coppia poiché gli sceneggiatori hanno mescolato le partnership dei tre show. Inoltre, è stato stimolante avere una crew internazionale: oltre ad americani e ungheresi, molti membri della produzione erano italiani. I due attori hanno poi elogiato i reparti tecnici per lo sforzo e l'impegno profusi nello sviluppare una storia e un caso che potesse coinvolgere tutte e tre le squadre in modo fluido, che desse ai fan la sensazione di guardare un film d'azione, considerando le difficoltà concrete come quella delle location di ripresa, poiché le serie FBI e FBI: Most Wanted sono girate a New York, ma la versione internazionale appunto in Europa.[senza fonte]
- Ascolti Italia: telespettatori 825 000 – share 4,50%[16]

## L'amante gelosa
- Titolo originale: Jealous Mistress
- Diretto da: Eduardo Sanchez
- Scritto da: Kristina Thomas

### Trama
Nicolette Clark, prima ballerina di una rinomata compagnia di Vienna, in Austria (nonché quarta americana a raggiungere tale titolo), viene aggredita con l'acido dopo aver ottenuto il ruolo principale nell'opera intitolata L'amante gelosa, che debutterà a breve; l'attacco le provoca ustioni di secondo e terzo grado sul lato sinistro del volto e lei sarà dunque costretta a rinunciare alla danza. Il Fly Team assiste la Bundespolizei austriaca e presto si trovano immersi nel competitivo mondo del balletto classico di alto livello: inizialmente, i sospetti si concentrano sulla ballerina sostituta, la russa Kira Sokolov, che sembra fosse invidiosa di Nicolette e non ritiene che si meritasse il ruolo, accennando all'ipotesi che avesse pagato per averlo; poi sul partner di scena della giovane, del quale diversi familiari delle danzatrici si erano lamentati per comportamenti inappropriati; successivamente, su Alva Boxer, membro del consiglio direttivo del teatro e fidanzato di Nicolette, soprattutto dopo che quest'ultima rivela a Vo di averlo lasciato due settimane prima e che lui l'ha minacciata dicendo che se ne sarebbe pentita. Lui nega la responsabilità del gesto, e la squadra scopre che è anche capo dello staff all'interno del Parlamento: Forrester lo affronta e Boxer spiega che sta operando in incognito per conto del Ministro della Giustizia austriaco per bloccare il transito di tangenti nel Governo, e potrebbe aver infastidito Leon Oliver, un dirigente sindacale con legami con la mafia; Nicolette sarebbe quindi stata aggredita per rappresaglia nei suoi confronti. Nell'abitazione di Oliver vengono rinvenute prove delle sostanze chimiche utilizzate, e lui viene arrestato dopo un lungo inseguimento stradale.
Vo prende a cuore il caso e si reca a trovare Nicolette in ospedale, ma lei si mostra rassegnata all'idea di non poter danzare mai più; per provare a risollevarle il morale, Vo le racconta di quando, da piccola, iniziò a prendere lezioni di pianoforte fino ad innamorarsene. Più tardi, arrivarono le lettere di ammissione sia per l'università di Berkeley sia per la Juilliard, tuttavia i suoi genitori scelsero West Point; lei si è arrabbiata molto con loro, ma non se n'è pentita perché è così in grado di aiutare le persone. È il giorno della première dello spettacolo e, per consentire a Nicolette di assistervi, Vo le fa portare un televisore nella stanza; mentre segue la diretta, dal palco il direttore artistico informa il pubblico che il consiglio ha deciso di affidarle l'incarico di coreografa ufficiale della compagnia, una volta che si sarà ristabilita, e lei è felice.
Nel frattempo, Smitty si imbatte in una conoscenza, un funzionario del Cremlino, il quale le comunica che Vladislav Pavlovic è detenuto in Russia, sta scontando sei mesi; lei vuole che la condanna gli sia prolungata in modo che Forrester sia al sicuro dalla vendetta, pertanto Efremov le propone un patto: aggiungerà parecchi anni di carcere solo se il Fly Team lascerà in pace la ballerina russa, e Smitty accetta.
- Guest star: Alexander Sokovikov (Piotr Efremov), Madison Keesler (Nicolette Clark), George Taylor (Alva Boxer), Mido Hamada (agente Yannick Wagner), Paul Cless (Yuri Rasmanov), Muiris Crowley (Konstantin Volkov), Nina Yndis (Kira Sokolov), Christopher Staines (dottor Lechner), Marvin Muenstermann (Leon Oliver).
- Ascolti Italia: telespettatori 806 000 – share 4,50%[17]

## Debito di sangue
- Titolo originale: Blood Feud
- Diretto da: Avi Youabian
- Scritto da: Hussain Pirani

### Trama
Vladislav Pavlovic, fratello dell'uomo ucciso da Forrester in Croazia, evade dal carcere siberiano in cui era detenuto (in procinto di essere trasferito in una struttura di massima sicurezza) con l'aiuto di una giovane guardia (di cui ha minacciato la famiglia) e si dirige verso Budapest servendosi prima di un velivolo per raggiungere Ankara in Turchia e poi di un treno che passa per la Bulgaria. Attraverso la CIA, Forrester incontra Pavel Novikoff (il disertore russo che ha chiesto e ottenuto asilo politico negli Stati Uniti), il quale gli riferisce che Pavlovic intende regolare i conti con chi ha causato la morte del fratello; di conseguenza, Forrester viene scortato da Kellett in una residenza protetta della capitale ungherese. Smitty è furiosa con Piotr Efremov perché il funzionario del Cremlino non ha mantenuto l'accordo che avevano stretto. Mentre il Fly Team si prepara all'arrivo del sicario, tentando di anticiparne gli spostamenti, apprendono che Novikoff sta facendo il doppio gioco con Russia e USA e iniziano a dubitare della sua lealtà. Successivamente, la squadra e la Polizia ungherese intercettano il convoglio su cui Vlad sta viaggiando, tuttavia lui se n'è già andato. Vo chiede a Forrester di ricontattare un informatore che l'aveva aiutato nei primi mesi in città e che è un ex affiliato alla Bratva (la mafia russa), per determinare possibili legami che Pavlovic potrebbe sfruttare, ma poco dopo l'uomo viene trovato morto sgozzato; intanto anche l'FSB (i Servizi Segreti russi) è sulle tracce del sicario. Il caso assume una svolta personale per Raines nel momento in cui la sua ragazza Maya (proprietaria del locale preferito dalla squadra) viene rapita: lui e Forrester si scontrano in quanto l'altro vorrebbe precipitarsi a salvarla, ma quest'ultimo gli spiega che se Vlad vedrà arrivare degli agenti, la ucciderà; perciò si reca all'appuntamento da solo, in un cimitero di treni. Lì, Maya si divincola ed è in grado di liberarsi, e avviene una violenta colluttazione tra Forrester e Pavlovic, finché il primo non lo pugnala uccidendolo, ponendo così fine alla minaccia. I colleghi giungono sul luogo per assicurarsi che il loro leader stia bene, e Raines accompagna Maya in ospedale; dopo, in auto davanti al locale, lei afferma di aver paura di tornare all'interno, e lui prova a rassicurarla. La scena finale dell'episodio mostra Forrester sul maestoso Ponte delle Catene che collega le due parti di Budapest: riceve un sms di Raines in cui gli fa capire di averlo perdonato per averlo escluso dallo scontro con Vlad e lancia nel Danubio sottostante la catenina con il crocefisso che apparteneva al russo, per poi ammirare lo skyline notturno, con il palazzo del Parlamento illuminato sullo sfondo.
- Guest star: Alon Moni Aboutboul (Pavel Novikoff), Stephanie Hoston (Maya Langhorne), Robert Christopher Riley (agente della CIA), Yuri Sardarov (Sergei Diatchenko), Adam Fidusiewicz (Vladislav Pavlovic), Chris Corrigan (Gregor Lebedev), Evelin Dobos (Léna), Daniel Ben Zenou (Aron Németh), Christos Dante (Dmitri), Javaine Wakinski Dixon (paramedico).
- Ascolti Italia: telespettatori 751 000 – share 4,10%[18]

## La fratellanza
- Titolo originale: Dead Sprint
- Diretto da: Michael Katleman
- Scritto da: Kyle Steinbach

### Trama
Hugo Rojas, un giovane latinoamericano originario di Stockton, California che si trova in vacanza a Stoccolma, in Svezia, con la sua ragazza di origine svedese Vera Bloom (anche lei della Baia di San Francisco), subisce un brutale pestaggio da parte di alcuni ultras nel vicolo sul retro di un pub nella città vecchia e muore. Il Fly Team assiste la Polizia locale e valuta due ipotesi riguardo al movente del tragico evento: o un banale caso di rivalità sportiva (la coppia era appena stata ad una partita di calcio e all'interno del pub i tifosi - che vi si riuniscono regolarmente - lo avevano insultato perché indossava una maglietta con lo stemma della squadra avversaria), oppure un crimine d'odio (dato che quella zona della città è a maggioranza bianca e il sentimento anti - immigrati è in aumento). Kellett e Vo parlano con la fidanzata, distrutta dal dolore, la quale spiega che non tornava nel Paese da moltissimo tempo, da quando i nonni erano ancora vivi, ma che teneva molto a far conoscere Stoccolma a Hugo perciò lo aveva portato. Più tardi, emerge che parecchi ultras, anche appartenenti ad altri gruppi svedesi, sono affiliati ad una cellula ultranazionalista chiamata "La Fratellanza Norvegese", che si è suddivisa in covi (detti "nidi") insediati in tutta la Scandinavia allo scopo di espandersi, dunque la rivalità sportiva non c'entra. È chiaro che si stiano preparando per un attacco di proporzioni maggiori, e il Fly Team cerca un modo per individuare il leader. Forrester si imbatte in una vecchia conoscenza, Damian Powell, anch'egli dell'FBI (hanno svolto una missione sette anni prima a Port-au-Prince della quale sono stati gli unici sopravvissuti, sebbene Powell abbia disobbedito agli ordini del loro superiore in quanto ha problemi con l'autorità), che sta lavorando sotto copertura nella "Fratellanza" da tredici mesi; presto Forrester inizia a dubitare della sua lealtà (operare in questo tipo di incarichi per lunghi periodi trasforma la mentalità di una persona), ma poi Powell li conduce all'obiettivo dell'attacco, un raduno di seguaci della cellula ed estremisti di sinistra, che si scontrano tra loro. Powell viene ferito dal leader del covo svedese, Einar Lindstrom; Forrester riesce a disarmarlo e chiama i soccorsi. Lindstrom è accusato dell'omicidio di Rojas in cambio di informazioni sul leader del ramo finlandese. Nel corso del raduno vengono arrestati anche due americani che intendevano ampliare il gruppo negli Stati Uniti.
A indagine conclusa, Kellett incontra la fidanzata di Hugo nella hall della Centrale di Polizia, le comunica che il sangue di lui è stato rilevato sugli indumenti di tre degli uomini arrestati (incluso Lindstrom) e che la sua morte non è stata vana avendo contribuito a sradicare una pericolosa cellula. Per provare a darle un po' di conforto, le consegna un oggetto recuperato dalla scena del crimine (probabilmente rubato alla vittima dagli aggressori e poi caduto), che si rivela essere un anello di fidanzamento.
Forrester si reca a far visita a Powell in ospedale e, poiché il suo incarico sotto copertura è terminato, gli propone di entrare nel Fly Team e lui accetta.
- Guest star: Greg Hovanessian (Agente Speciale Damian Powell), Petra van de Voort (Karin Bergstrom), Thorvaldur Kristjansson (Einar Lindstrom), Cameron Kelly (Vera Bloom), James Doherty (Agente Speciale Albert Judd), Nicklas Kingo (Karlsson), Pedro Minas (Hugo Rojas), Balint Ban (Ludvig), Mark Szekulesz (Anders), Patrik Kovacs (Oskar Eriksson).
- Ascolti Italia:

## Una tradizione di segreti
- Titolo originale: A Tradition of Secrets
- Diretto da: Attila Szalay
- Scritto da: Wade McIntyre

### Trama
Un esperto di informatica, Philippe Morand, sottrae una lista di informazioni riservate dalla Banca di Ginevra, una delle più importanti e segrete della Svizzera, hackerandone il sistema di sicurezza apparentemente impenetrabile. Morand è a capo del reparto informatico ed è stato lui a progettare il programma, sapeva pertanto come aggirarlo. A seguito del furto, egli fugge insieme alla moglie Anne - Marie, e il Fly Team viene incaricato di rintracciarli e di impedire che la lista venga divulgata collaborando con il Procuratore della banca. Presto, si trovano a fronteggiare un sicario, probabilmente mandato da uno dei clienti dell'istituto di credito, che sta dando la caccia a Morand; mentre la Procuratrice Generale degli Stati Uniti lascia intuire alla squadra che gli interessi dell'Europol e dell'FBI in questo caso non sono completamente allineati, ordinando che Smitty venga esclusa dalle indagini. Quest'ultima mette a repentaglio il proprio posto di lavoro per via del coinvolgimento personale ed emotivo, poiché il fratello Christopher è impiegato in quella banca, della quale tenta di proteggerne gli interessi (è stato lui a contattarla per chiederle aiuto e lei ha segnalato il caso al Fly Team). I due si scontrano quando sembra che il fratello si preoccupi maggiormente del denaro e del proprio impiego piuttosto che del legame con la sorella e del sicario. La moglie di Morand viene individuata e trattenuta all'aeroporto in procinto di partire per Johannesburg e spiega a Kellett che il marito si è nascosto perché anche qualcuno interno alla banca vuole ucciderlo, affermando che si tratta di Christopher; Jamie la convince a rivelare anche il luogo in cui ora l'uomo si trova, ovvero uno chalet di proprietà di una coppia di amici in Alta Savoia. Gli agenti vi si recano e lo arrestano, lui pretende un accordo con il Governo americano, che tuttavia diventa impossibile nel momento in cui Christopher decide di testimoniare contro la banca (inizialmente si era rifiutato, cambiando poi idea dopo che il sicario minaccia di ucciderlo davanti a Smitty; nella lotta tra i due, il criminale sembra prevalere, ma fortunatamente Forrester arriva in tempo e spara all'uomo uccidendolo). Si determina che probabilmente è stata proprio essa ad assumere il sicario per far tacere Morand. Christopher e Smitty appianano il loro rapporto.
Nel frattempo, l'Agente Speciale Powell dorme sul divano del quartier generale di Budapest non avendo ancora trovato una sistemazione adatta. Forrester lo accoppia con Vo per l'indagine affinché lei lo aiuti ad adattarsi, e tra i due scoccano scintille (già nell'episodio precedente lui si era mostrato piuttosto interessato a lei). Alla fine dell'episodio, lei lo accompagna a vedere un appartamento libero nel suo stesso condominio di cui gli aveva parlato, e finiscono per baciarsi.
- Guest star: Greg Hovanessian (Agente Speciale Damian Powell), Barbara Eve Harris (Procuratore Generale Rebecca Blair), Mark Strepan (Christopher Garretson), Gabrielle Fritz (Lara Pruvost), Candice Coke (Anne-Marie Morand), Daniel Fritz (Philippe Morand), Laurent C. Lucas (Henrik Hess), Pauline Angert (Celine Curtis), Peter Fancsikai (Marko Dragic), Balint Antal (Guillaume).
- Ascolti Italia: telespettatori 815 000 – share 4,70%[19]

## In pasto agli squali
- Titolo originale: Fed to the Sharks
- Diretto da: Loren Yaconelli
- Scritto da: Roxanne Paredes

### Trama
Il Fly Team parte per il Portogallo quando sulla spiaggia di Cascais (rinomata località turistica situata sulla costa di Lisbona) affiora il cadavere di Alfonso Mendes, dipendente dei "Framework Hotels", catena di resort di lusso di proprietà della ricca famiglia americana Prescott. Alla squadra si unisce Zoey McKenna. All'arrivo, il Fly Team apprende che la principale sospettata dell'omicidio è Alexis Prescott, figlia dell'imprenditore Miles Prescott, poiché nel momento in cui la cameriera l'ha svegliata per informarla del ritrovamento del corpo lei aveva tracce di sangue sulla camicetta. Emerge poi che la donna aveva avuto una relazione clandestina con la vittima, pertanto l'attenzione si sposta sul fidanzato (col quale è in procinto di sposarsi - la sera del delitto avevano festeggiato addio al celibato a al nubilato), che potrebbe aver eliminato l'amante per gelosia. Il fratello di Mendes (che era emigrato da Capo Verde nel 2018) spiega a Raines che Alfonso era una brava persona e lavorava per mandare denaro alla famiglia d'origine, come la maggior parte degli altri dipendenti, provenienti dall'Africa del Nord. Progressivamente, gli agenti scoprono un ambiente lavorativo malsano, caratterizzato da minacce, turni lunghissimi e stancanti, dipendenti sfruttati. La Polizia portoghese arresta il responsabile per la salute e la sicurezza, Francis Crane, per il possesso dell'arma del delitto, una pistola che lui aveva dato ad Alexis, su sua richiesta, dopo che quest'ultima aveva subìto avances indesiderate da parte di un tassista. Raines si accorge che uno dei filmati di sorveglianza dell'albergo è stato alterato e convince la direttrice (che ha intuito sappia qualcosa) a mostrargli l'originale; lei rivela che quella notte, ha visto Alexis e Alfonso discutere animatamente sulla spiaggia e ad un certo punto la donna ha tirato fuori la pistola dalla borsa. Crane viene rilasciato mentre Alexis nuovamente arrestata prima che possa fuggire da un aeroporto privato: ha ucciso Mendes perché egli stava per far trapelare le prove della cattiva condotta dei Prescott e denunciarli per la morte di un operaio nel cantiere di una delle loro proprietà. Lei confessa l'omicidio e, sebbene non venga chiarito, la squadra ipotizza che il padre Miles abbia ordinato a qualcuno di fiducia di piazzare la pistola nella cassaforte di Crane per incastrarlo.
Nel frattempo, dopo la loro notte di passione dell'episodio precedente, Vo e Powell non sanno bene come comportarsi di fronte ai colleghi, anche se lei poi gli chiarisce che in pubblico dovranno mantenere un atteggiamento professionale. Raines intuisce che tra loro vi sia più di un rapporto lavorativo e si preoccupa per l'amica, ma Vo gli assicura di saper gestire la nuova relazione. Alla fine dell'episodio, Forrester concede al resto della squadra di usufruire dei servizi del resort dato che il ritorno al Quartier Generale è previsto per l'indomani, e Vo e Powell si godono la piscina riscaldata: lei afferma di essersi resa conto che la vita è imprevedibile e vuole lasciarsi sorprendere, avendo deciso quindi di perseguire la loro relazione.
- Guest star: Greg Hovanessian (Agente Speciale Damian Powell), Kelley Missal (Agente Speciale Zoey McKenna), Kate Miner (Alexis Prescott), Joe Holt (Francis Crane), Silas Carson (Sovrintendente Marco DeSouza), Meena Rayann (Fatima Hafid), Bruce Altman (Miles Prescott), Benjamin Thys (Nate Eddings), Graham Miller (Peter Catmull), Anthony Aje (Manuel Mendes), Pedro E. Ferreira (agente Santiago), Elizabeth Conboy (Jane Fielding), Lucas Aurelio (Leo Nunez), Perola Congo (Anya), Michael Ljalana (Elias).
- Ascolti Italia: telespettatori 777 000 – share 4,30%[20]

## Un carico ingombrante
- Titolo originale: Fencing the Mona Lisa
- Diretto da: Michael Katleman
- Scritto da: Matt Olmstead ed Edgar Castillo

### Trama
Il Generale Finley del Dipartimento della Difesa americano espone al Fly Team un caso: un missile nucleare ipersonico russo è stato trafugato da un furgone al confine con la Russia da ex mercenari, i quali lo mostrano in anteprima ad una americana che esprime interesse nell'acquisto. La squadra si mobilita per impedirne la vendita sul mercato nero di Budapest. Un informatore di lunga data di Kellett identifica l'acquirente come Yusif Sydin (trafficante d'armi turco in contatto con politici in tutto il Medioriente e l'Asia), e altri dettagli conducono gli agenti all'intermediaria statunitense ingaggiata per gestire l'affare, Olivia Thornton, la quale si nasconde sotto le mentite spoglie di blogger di viaggi; sfruttando la sua famiglia per fare leva e convincerla a collaborare, lei informa gli agenti che il venditore è Maksim Kuzmin, il quale tuttavia parlerà soltanto con lei. Forrester e Raines si fingono allora la sua scorta all'incontro con Sydin, ma presto si intuisce che si tratta di una trappola, da cui riescono a uscire. Lentamente, Sydin accetta di aiutarli a recuperare il missile, anche se Olivia avverte che, poiché lei lo ha tradito, ora egli rappresenta una minaccia anche per lo stesso Fly Team: gli agenti percorrono l'estesa rete di gallerie sotto la capitale ungherese riuscendo a individuare Kuzmin e a mettere in sicurezza il missile, che viene consegnato al Generale Finley e all'Esercito americano. Mentre si procede all'organizzazione del trasferimento di Olivia, Raines (che è uscito con Tank) si accorge di un furgone che si avvicina al Quartier Generale e, ritenendolo sospetto, lo comunica ai colleghi; nel momento in cui lui sta per tornare indietro, una bomba esplode radendo al suolo l'intero edificio. L'episodio termina con un cliffhanger, lasciando in dubbio il destino degli altri agenti ancora all'interno.
Nel frattempo, Vo e Powell continuano la loro relazione. Kellett condivide con Forrester le proprie perplessità su Powell: il suo temperamento è volubile, imprevedibile e impulsivo perciò secondo lei non adatto alla squadra; inoltre, gli fa notare che lui e Vo si stanno frequentando. Forrester replica che loro due sono gli ultimi a poter giudicare una storia tra colleghi e la incarica di lavorare in coppia con Powell per valutarne le prestazioni. Dopo che quest'ultimo la salva da uno dei mercenari che stava per ucciderla, lei lo ringrazia e riferisce a Scott di aver capito che il nuovo arrivato è sì insofferente a procedure e protocolli, ma che nelle situazioni rischiose coprirà loro le spalle; Forrester dichiara dunque concluso il periodo di prova e insieme danno ufficialmente il benvenuto nella squadra a Damian.
- Guest star: Greg Hovanessian (Agente Speciale Damian Powell), Maurice Irvin (Generale Paul Finley), Christian Svensson (Maksim Kuzmin), Ozgur Karadeniz (Yusif Sydin), Kristen Connolly (Olivia Thornton), Barry Aird (Gerzson Varga), Nojan Khazai (Emir), Samuel Armfield (Dima), Csaba Hajdù - Sobor (Oba), Ivan Borisov Iliev (mercenario), Szilard Hajos (Andras), Eszter Zavaros (Dorka).
- Ascolti Italia: telespettatori 808 000 – share 4,70%[21]